# Norddalsfjord
Norddalsfjord este o localitate din comuna Flora, provincia Sogn og Fjordane, Norvegia, cu o populație de 209 locuitori (2013).